# 3754 Kathleen
3754 Kathleen (1931 FM) là một tiểu hành tinh vành đai chính được phát hiện ngày 16 tháng 3 năm 1931 bởi C. W. Tombaugh ở Flagstaff (LO).
It has a common Vành đai tiểu hành tinh albedo of 0.06, và thus is 53 km in diameter.